# Ungarische Badmintonmeisterschaft 2020
Die Ungarische Badmintonmeisterschaft 2020 fand am 1. und 2. Februar 2020 in Pécs statt.

## Sieger und Platzierte
| Disziplin    | Gold                             | Silber                          | Bronze                                 |
| ------------ | -------------------------------- | ------------------------------- | -------------------------------------- |
| Herreneinzel | Gergő Pytel                      | Márton Szerecz                  | Gergely Krausz                         |
| Herreneinzel | Gergő Pytel                      | Márton Szerecz                  | Dániel Gradwohl                        |
| Dameneinzel  | Vivien Sándorházi                | Réka Madarász                   | Daniella Gonda                         |
| Dameneinzel  | Vivien Sándorházi                | Réka Madarász                   | Ágnes Kőrösi                           |
| Herrendoppel | Zoltán Kereszti József Mester    | Máté Bálint András Piliszky     | Gergely Krausz Gergő Pytel             |
| Herrendoppel | Zoltán Kereszti József Mester    | Máté Bálint András Piliszky     | Balázs Boros Ákos Varga                |
| Damendoppel  | Daniella Gonda Ágnes Kőrösi      | Fanni Dóra Kiss Panna Pytel     | Janka Bozsó Vivien Szalai              |
| Damendoppel  | Daniella Gonda Ágnes Kőrösi      | Fanni Dóra Kiss Panna Pytel     | Klaudia Kata Kispál Dóra Tárkány-Szűcs |
| Mixed        | Bene Benjamin Kiss Réka Madarász | Péter Letsch Dóra Tárkány-Szűcs | Kristóf Horváth Vivien Sándorházi      |
| Mixed        | Bene Benjamin Kiss Réka Madarász | Péter Letsch Dóra Tárkány-Szűcs | Csaba Szikra Daniella Gonda            |